# Bergeni ütközet
A bergeni ütközet (németül: Seegefecht vor Bergen) az első világháború során lezajlott tengeri összecsapás volt német és brit hadihajók között a norvég Bergen várostól 50 tengeri mérföldnyire (93 km) az Északi-tengeren. Négy német romboló támadott meg itt egy brit hadihajók által kísért konvojt és a kialakult harc során elsüllyesztettek egy rombolót, négy felfegyverzett gőzöst és hat kereskedelmi hajót. Egy sérült rombolónak sikerült megmenekülnie.

## Előzmények
1917 őszére az év elején meghirdetett korlátlan tengeralattjáró-háború már erősen veszített hatékonyságából. A német admiralitás felszíni hajókkal végrehajtott meglepetésszerű támadásokkal igyekezett támogatni a tengeralattjárók harcát. A Nagy-Britannia és Norvégia között ingázó konvojok voltak a legkönnyebben elérhető célpontok, melyek főként fém- és faárukat szállítottak a szigetekre, visszaúton pedig szenet Skandináviába. Ezek a konvojok a tengeralattjárók ellen kellő biztosítással rendelkeztek, de ez a kisebb egységekből álló kíséret nagyobb felszíni hajók ellen már nem volt elégséges. Az első ilyen akció során a Shetland-szigeteknél október 17-én két könnyűcirkáló elsüllyesztett kilenc kereskedelmi hajót és két kísérő rombolót. A közelben járőröző brit cirkálórajok nem avatkoztak közbe, mivel a németek eredményesen zavarták a konvoj segélykérő rádiójeleit.
December folyamán a németek egy újabb előretörést hajtottak végre Paul Heinrich, a rombolóerők parancsnokának (I. Führer der Torpedoboote) vezetésével. Zászlóshajója, az Emden (II) könnyűcirkálóval a II. romboló-flottilla (Torpedobootsflottille II) nyolc modern egységének kíséretében futott ki december 11-ike korai óráiban. A Doggerbank északkeleti sarkánál 16:00-kor a flottilla különvált. A 3. romboló-félflottilla (3. Torpedoboots-Halbflottille) Hans Kolbe sorhajóhadnagy vezetésével a norvég partok felé, míg a 4. romboló-félflottilla Oskar Heinecke korvettkapitány vezetésével az angol partok felé vette az útját.
Ugyanezen a napon hagyta el a Shetland-szigeteken lévő Lerwicket egy hat kereskedelmi hajóból álló konvoj Bergen irányába. Közvetlen kíséretüket a Pellew (zászlóshajó) és a Partridge rombolók, valamint négy tengeralattjárók elleni harcra felszerelt halászhajó látta el.
A konvoj távoli biztosítására két cirkálórajt rendeltek. A 3. könnyűcirkálóraj (3rd Light Cruiser Squadron) Rosyth-ból három könnyűcirkálóval (Chatham, Yarmouth, Birkenhead) és négy rombolóval 18:15-kor futott ki. A raj másnap reggelre ért a Jærentől délnyugatra lévő területre, majd a Skagerrak torkolata előtt elhaladva a dán Bovbjerg felé végzett felderítést, ahonnan sötétedés után indult volna vissza.
Szintén 11-én indult útnak a 2. cirkálóraj (2nd Cruiser Squadron) Scapából két páncélos cirkálóval (Shannon és Minotaur) négy romboló kíséretében. Feladatuk a konvojjal való vizuális kapcsolatfelvétel, majd előttük haladva az útvonal biztosítása volt.
A konvojt kísérő rombolókat nem értesítették e biztosító erőkről, így azok a támadáskor a segélykérő jeleket a flottaparancsnokságnak címezve adták le.

## Az ütközet
December 12-én 12:30-kor (GMT 11:30) a 3. félflottillához tartozó G 101, V 100, G 103 és G 104 jelű rombolók északnyugati irányból (szélirányból) érkezve találtak rá a konvojra, mely 50 mérföldre volt ekkor Bergentől. Az északnyugati szél a németeknek kedvezett. Elsőként a Partridge észlelte a támadókat, de technikai okokból csak tíz perc elteltével tudta csak felszólítani azonosításra a jövevényeket, majd pedig jelezni a zászlóshajónak, hogy arra helytelen választ kapott. Az élen haladó három romboló 5.000 méteres távolságból tüzet nyitott a kísérőhajókra, míg a meghajtásával adódó problémák miatt csak 25 csomós sebességre képes G 104 a kereskedelmi hajókat vette célba. Cavendish korvettkapitány, a konvoj parancsnoka a Pellew-n utasította a kereskedelmi hajókat, hogy szóródjanak szét, majd a hadihajókkal támadáshoz manőverezett.

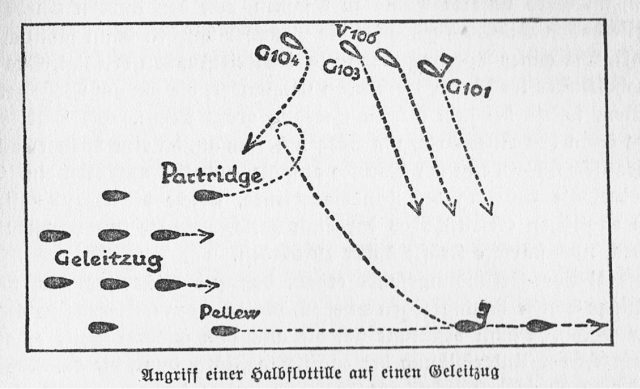
az ütközet egyszerű vázlata

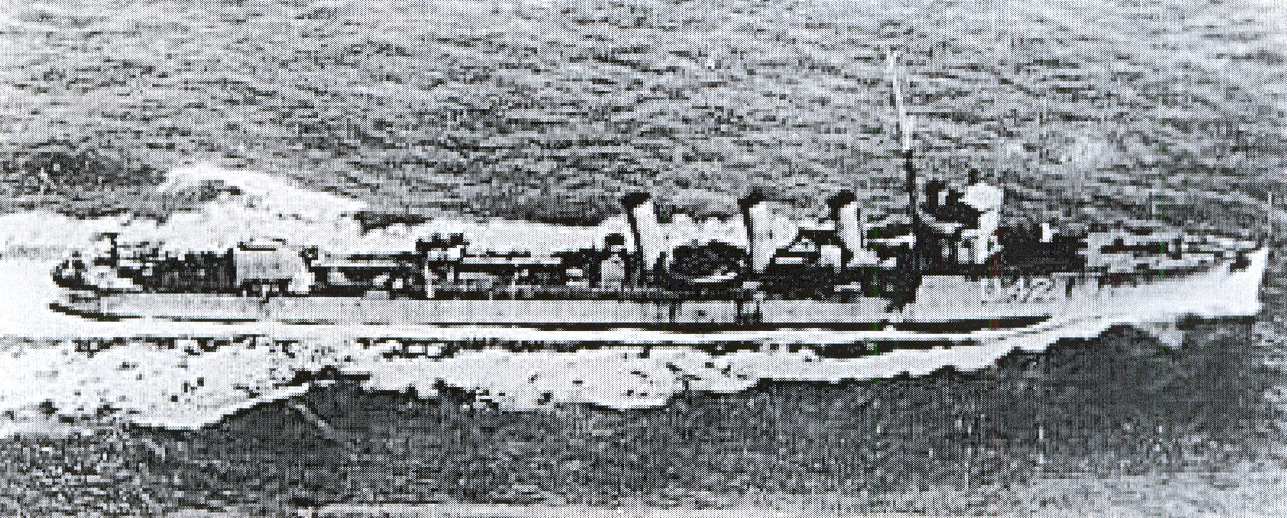
a konvojt kísérő rombolók a HMS Pasley testvérhajói voltak

A német rombolók a shetland-szigeteki összecsapáshoz hasonlóan most is eredményesen zavarták az ellenség rádióforgalmát, de úgy tűnt, hogy a Partridge-nek sikerült leadnia egy vészjelzést, mely eljutott a közelben lévő 2. cirkálórajhoz (Minotaur és Shannon). A Partridge egy 13:15-kor elszenvedett találat következtében, mely a fő gőzvezetékét érte, mozgásképtelenné vált. A romboló bal oldali turbinája, az egyik torpedóvető csöve és a hátsó lövege is megsérült. A Partridge egyik torpedója a sérült csőben maradt, egy másikkal sikerült eltalálnia a V 100-at, de ez a torpedó nem robbant fel. Röviddel ezután a Partridge-et érte torpedótalálat és a parancsnoka kiadta az utasítást a hajó elhagyására. Az ezt követő két újabb torpedótalálat elsüllyesztette a rombolót.
A Pellew géptermét is érte találat és megsérültek a torpedóvető csövei is. A német rombolók ezt követően a felfegyverzett gőzösöket és a kereskedelmi hajókat támadták. A Pellew-nak sikerült egy esőfüggöny mögé húzódva elmenekülnie és egy norvég hajó a Selbornfjordba vontatta. A riadóztatott brit cirkálók túl későn érkeztek a helyszínre, de sikerült még kimenteniük 100 túlélőt. A kereskedelmi hajók elsüllyesztése után a német rombolók visszavonultak, amiben a rossz időjárási körülmények is segítették őket.
A hadművelet részeként az angol partokat támadó 4. félflottilla egységei (B 97, B 109, B 111 és B 112) nyolc tengeri mérföldre Blyth kikötőjétől elfogták a svéd Nike gőzöst és vélhetőleg a B 97 és a B 111 rombolók által kilőtt két torpedóval eltalálták (de még sokáig felszínen maradt). Röviddel később hasonló módon a Peter Willemoes dán gőzöst is elsüllyesztették. E két egység egy Lerwickből Blythbe tartó konvojhoz tartozott, de nem tudtak lépést tartani a többiekkel és a kísérőhajók nem biztosították őket. Ez, valamint a német parancsnok téves értesülései a konvojról mentették meg a többi hajót. A 4. félflottilla összetalálkozott még négy kisebb gőzössel, melyről azt gondolták, hogy a keresett konvojhoz tartoznak. Közülük egyet elsüllyesztettek, egy másikat pedig megrongáltak. A másik kettőnek sikerült megmenekülnie, mert Heinecke rombolói a kísérőhajókat kezdték el keresni. Reggel 06:00 körül visszaindultak a Doggerbanknál várakozó Emdenhez és 17:15-kor értek oda. Az Északi-tengeren várható rossz időjárás miatt a Skagerrak felé vették az irányt és Kielben kötöttek ki.

## Veszteségek
Hadművelet során elsüllyesztett kereskedelmi hajók:
| Név              | Ország             | Méret     | Halottak száma |
| ---------------- | ------------------ | --------- | -------------- |
| Bollsta          | Norvégia           | 1701 BRT  | 0              |
| Bothnia          | Svédország         | 1723 BRT  | 0              |
| Cordova*         | Egyesült Királyság | 2284 BRT  | 3              |
| Kong Magnus      | Norvégia           | 1101 BRT  | 0              |
| Maracaibo        | Dánia              | 526 BRT   | 0              |
| Torleif          | Svédország         | 832 BRT   | 0              |
| Nike             | Svédország         | 1834 BRT  | 16             |
| Peter Willemoes  | Dánia              | 5000? BRT | ?              |
| Ismeretlen gőzös | Nagy-Britannia     | ? BRT     | ?              |

(A Cordovát ellátták védelmi célokat szolgáló fegyverekkel.)
Elsüllyesztett hadihajók:
| Név                     | Típus                | Méret   | Halottak száma |
| ----------------------- | -------------------- | ------- | -------------- |
| HMS Partridge           | romboló              | 994 BRT | 97             |
| HMT Commander Fullerton | felfegyverzett gőzös | 227 BRT | 2              |
| HMT Livingstone         | felfegyverzett gőzös | 213 BRT | 0              |
| HMT Tokio               | felfegyverzett gőzös | 295 BRT | 0              |
| HMT Lord Alverstone     | felfegyverzett gőzös | 264 BRT | 0              |

A Nike elsüllyesztésekor 16 fő veszítette életét. A Partridge személyzetéből 97-en estek el, köztük 5 tiszt. A német rombolók 25 túlélőjét mentették ki a vízből, akik hadifogságba kerültek. Rajtuk kívül kimentettek még 23 civil tengerészt is. A kimentettek közül hárman sebesültek voltak. A Pellew-n elesett három fő és többen megsebesültek. A német hajókon hárman sebesültek meg.

## Brit reakció
A 2. cirkálóraj két segélykérő hívást is vett és 20 csomós sebességre gyorsítva, majd a romolókat előre küldve közelített a helyszínhez. Beatty a csatacirkálókat, az 5. csatahajórajt valamint a 2. és 4. könnyűcirkálórajt utasította a kazánok felfűtésére, de miután megtudta, hogy a támadás az útvonal keleti felén, a norvég partok közelében történt, 14:03-kor a 3. könnyűcirkálórajt küldte az észlelés helyszínére. A raj a dán partok felől délről közelített a harc színhelyéhez és bár a közelükben kellett elhaladjanak, nem észlelték a visszavonuló támadókat.
A brit admiralitásnál úgy vélték, hogy a két akció kapcsolatban van egymással és egy nagyobb támadást vezetnek fel, ezért a Grand Fleetet és a Harwich Force-t is utasították a kazánok felfűtésére, de a várt német hadművelet elmaradt.

## Következmények
Ez a rajtaütés volt a német felszíni flotta 1917 őszén végrehajtott rövid ideig tartó „offenzívájának” az utolsó eseménye. Ezt követően a Skandinávia és Skócia közlekedő konvojok már ritkábban közlekedtek és erősebben is védelmezték őket. A britek felhagytak azzal a korábbi gyakorlattal, hogy a cirkálókötelékeiket távolabb helyezzék el a konvojoktól. Három nappal a támadás után a brit admiralitás ismét elővette a shetlandi rajtaütés után Rosyth-ban felvetett ötleteket a konvoj-rendszer változtatásaira és a következő év elejétől alkalmazták az új eljárást. Ettől kezdve a Humber és Methil között naponta jártak a konvojok, míg Methil és Skandinávia között három naponta. Az útvonal így jelentősen közelebb került a német támaszpontokhoz és a kíséretüket rendszerint megerősítették egy csatahajórajjal.
1918 áprilisában egy ilyen kapitális hajók által kísért konvoj megtámadására futott ki utoljára a Nyílt-tengeri Flotta (Hochseeflotte), de az az értesülésekkel szemben már előző nap elhagyta Norvégiát, így a hadművelet sikertelen volt. Ezt követően a német felszíni flotta már csak ritkán hajtott végre kisebb offenzív előretöréseket.